# Pacto Ibérico (2007)

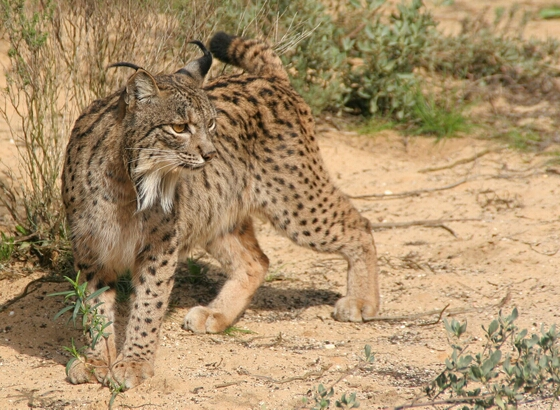
Ejemplar de lince ibérico

El Pacto Ibérico por el Lince es un acuerdo firmado entre el Gobierno de España, Portugal y los de las comunidades autónomas  Andalucía, Castilla-La Mancha y Extremadura para preservar, fomentar y tratar de evitar la extinción del lince ibérico, rubricado en noviembre de 2007.

## Precedentes

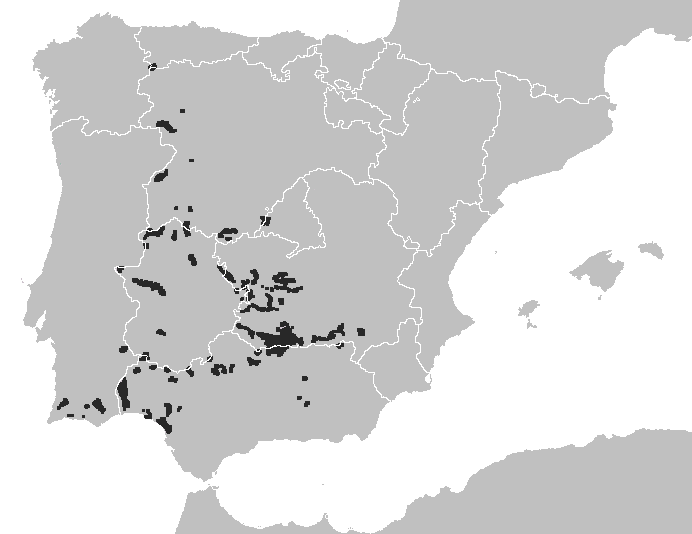
Distribución hacia 1980 del lince ibérico.

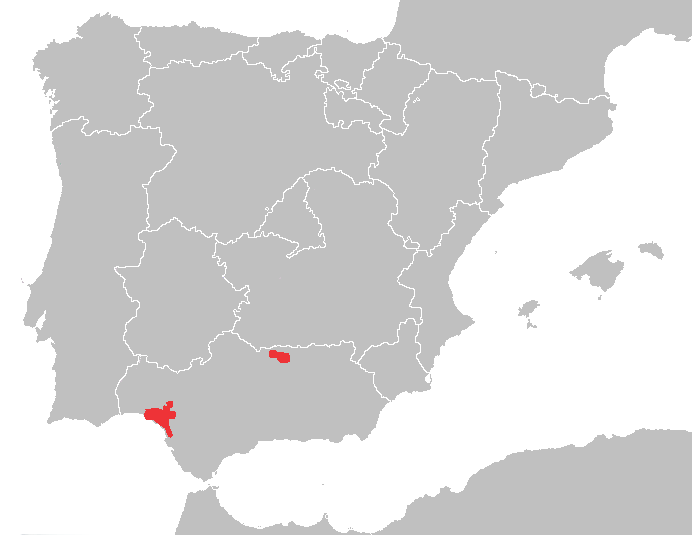
Distribución en 2003 del lince ibérico.

Desde 1999 se desarrolla la Estrategia Nacional para la Conservación del lince ibérico, aprobada en febrero de ese año. En esa "hoja de ruta" se señalaba la necesidad de controlar las zonas de hábitat de los linces, y algunas medidas a tomar para mejorar su conservación.
A su vez, el pacto es una ampliación del Pacto Andaluz por el Lince, puesto en marcha el 9 de abril de 2002 por la Junta de Andalucía, el cual fue el primero de toda España en tratar de impedir la extinción del felino. A su vez, éste se apoyó en un programa de cría en cautividad iniciado en diciembre de 2003.
Así, según señala Ecologistas en Acción, en los años precedentes a la firma del acuerdo se había entrado en una dinámica positiva de cara a evitar la extinción de la especie. Sin embargo, hay problemas que no se han solucionado, y la solución de los mismos es la principal motivación para fijar el Pacto Ibérico.

## Pacto Ibérico y su programa
El Pacto Ibérico está dirigido por la científica Astrid Vargas, cuyo equipo logró en 2005 un hito en la conservación de la especie: el primer nacimiento en cautividad de un lince ibérico. Desde entonces se ha conseguido criar a 11 ejemplares de la especie siguiendo ese proceso. La idea es que este acuerdo coordine los procedimientos para conservar las poblaciones de la especie constatadas, y también para crear otras nuevas reintroduciéndola en lugares antaño habitados por el lince: Portugal, Castilla La-Mancha y Extremadura.
Una muestra del esfuerzo realizado desde Portugal es la creación de la Reserva Natural de la Sierra de Malcata, situado justo en la frontera hispano-portuguesa, limítrofe con la Sierra de Gata. 
El programa cuenta con tres centros de cría en cautividad: El Acebuche, Santa Elena y el Zoo de Jerez. Estos serán complementados con la construcción de otros en Villafranca, Zarza de Granadilla y Silves.
El proyecto cuenta con una inyección económica de siete millones de euros por parte de los firmantes y 26 millones más por parte de la Unión Europea. La ministra de Medio Ambiente, Cristina Narbona, señaló en la puesta en marcha del acuerdo el simbolismo de la especie y los prontos resultados que se espera obtener con la iniciativa.

## Resultados
La idea es que en 2010 se trasladen a un entorno natural los primeros linces criados en cautividad, según señaló Narbona el día de la firma del acuerdo.